# Anthony John Valentine Obinna
Anthony John Valentine Obinna (Emekuku, Nigéria, 26 de junho de 1946) é um ministro nigeriano e arcebispo católico romano emérito de Owerri.
Anthony John Valentine Obinna foi ordenado sacerdote em 9 de abril de 1972 para a Diocese de Owerri.
Em 1º de julho de 1993, o Papa João Paulo II o nomeou Bispo de Owerri. O Núncio Apostólico na Nigéria, Dom Carlo Maria Viganò, o consagrou em 4 de setembro do mesmo ano; Os co-consagradores foram o Bispo Emérito de Owerri, Mark Onwuha Unegbu, e o Bispo de Orlu, Gregory Obinna Ochiagha. Em 26 de março de 1994, João Paulo II o nomeou primeiro arcebispo de Owerri com a elevação da diocese ao arcebispado.
O Papa Francisco aceitou sua aposentadoria em 6 de março de 2022.